# Garvan
Garvan (macedónul: Гарван) település Észak-Macedóniában, a Délkeleti körzetben, a Koncsei járásban.

## Népesség
| Lakosok száma | 254  | 299  | 290  | 165  | 66   | 23   | 11   | 3    |
|               | 1948 | 1953 | 1961 | 1971 | 1981 | 1991 | 2002 | 2021 |

- 2002-ben 11 lakosa volt, akik mindannyian macedónok.